# Leucauge xiaoen
Leucauge xiaoen là một loài nhện trong họ Tetragnathidae.
Loài này thuộc chi Leucauge. Leucauge xiaoen được miêu tả năm 2003 bởi Zhu, Song & Zhang.